# Kríton Arsénis
Kríton Arsénis (en grec moderne : Κρίτων Αρσένης, né le 3 août 1977 à Thessalonique) est un homme politique grec, député au Parlement grec, ancien député européen membre du Front de désobéissance réaliste européen (MéRA25). Il fait partie du groupe de l'Alliance progressiste des socialistes et démocrates au Parlement européen. Il est membre de la commission de l'environnement, de la santé publique et de la sécurité alimentaire, de la commission de la pêche.